# Avenida Sáenz Peña (Callao)
La avenida Sáenz Peña es una de las principales avenidas de la ciudad del Callao, en el Perú. Se extiende de oeste a este a lo largo del distrito homónimo atravesando gran parte del centro histórico. La avenida lleva el nombre del militar argentino Roque Sáenz Peña, quien participó en la Guerra del Pacífico.

## Historia

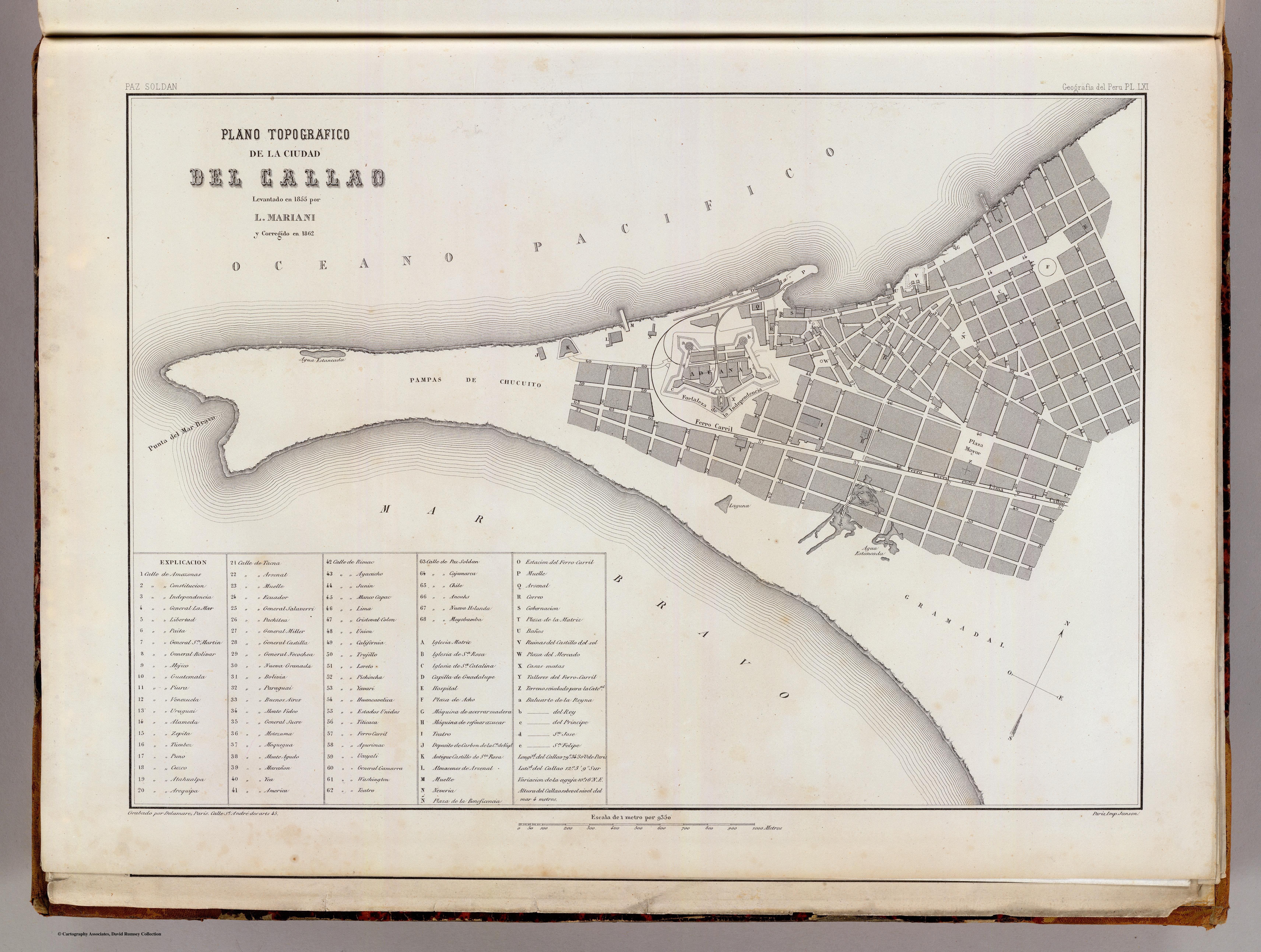
Mapa del Callao, 1855

En siglo XIX entró en funcionamiento el tren.
El 23 de agosto de 1914, el Consejo Provincial del Callao cambió de nombre por el de Roque Sáenz Peña.

## Recorrido

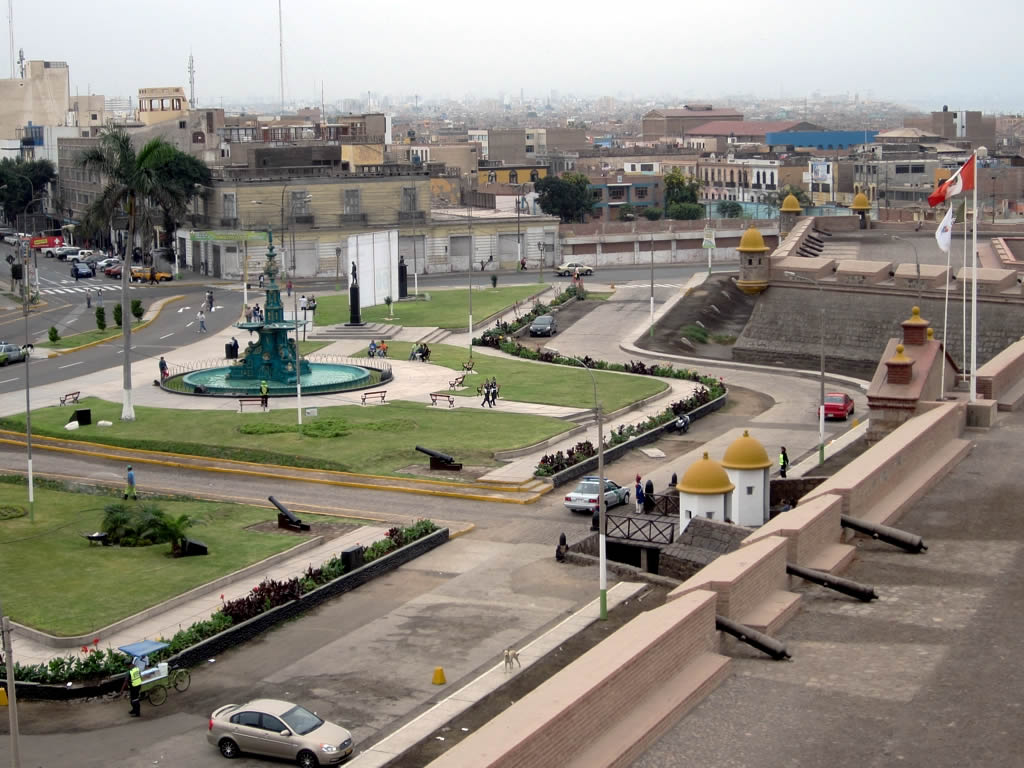
Inicio de la Avenida Sáenz Peña

La avenida nace en la intersección de las avenidas Guardia Chalaca y Colonial, donde se levanta un paso a desnivel a modo de viaducto elevado que también pasa encima de la avenida Buenos Aires. Su tinte es residencial, se caracteriza por tener sedes de la SUNARP, la cadena de colegios Innova Schools y la cadena de supermercados Plaza Vea. Cruzando la intersección de las avenidas Pacífico y República de Panamá, el tinte se vuelve más comercial y muy populoso, destacando el Mercado Central del Callao, el Parque Casanave y una sede de Tottus. Cruzando la Avenida Dos de Mayo, la avenida se vuelve menos populosa y destaca el Cine Star Porteño. Finaliza en la intersección de los jirones Paz Soldán y Adolfo King, encontrándose con la Fortaleza del Real Felipe.